# الحطيب (المحويت)

تعديل مصدري - تعديل

الحطيب هي إحدى قرى عزلة ثامر بمديرية المحويت التابعة لمحافظة المحويت، بلغ تعداد سكانها 80 نسمة حسب تعداد اليمن لعام 2004.